# 韩儒英
韩儒英（1944年—），汉族，中华人民共和国政治人物，第九届、第十届、第十一届全国政协委员。
加入中国民主建国会，担任全国工商联常委、山西省工商联主席、山西省政协副主席。2008年，当选第十一届全国政协委员，代表中华全国工商业联合会，分入第二十二组。